# Toyota Allion
Toyota Allion - kompaktowy sedan produkowany przez Toyotę na rynek japoński od grudnia 2001 roku. Nazwa pochodzi od ang. all-in-one (wszystko w jednym). W czerwcu 2007 roku rozpoczęto produkcję drugiej generacji modelu.

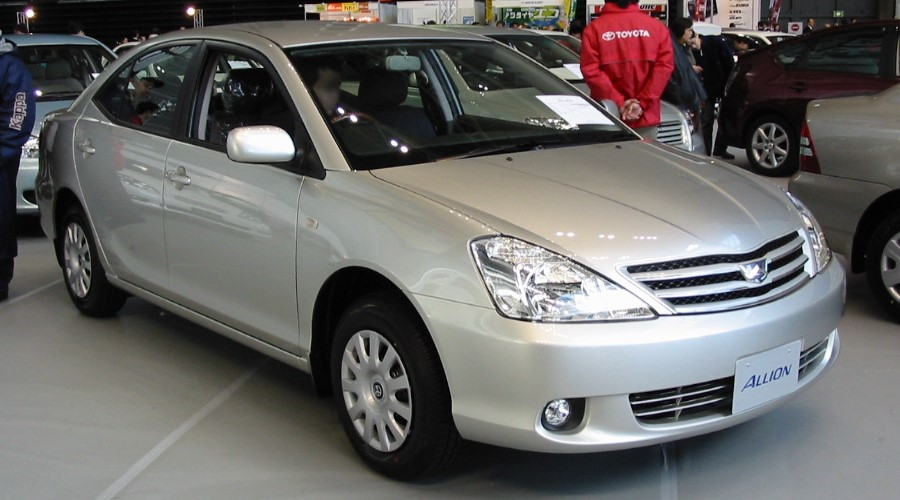
1. generacja

Model został wprowadzony na rynek jako następca Cariny. Konstrukcyjnie pojazd dzielił część elementów z modelem Premio. Dostępne były silniki takie jak: 1AZ-FSE, 1ZZ-FE czy też 1NZ-FE. Druga generacja zadebiutowała w czerwcu 2007, wciąż była bliźniacza względem modelu Premio, aspirowała jednak do bardziej sportowego pojazdu. Dostępna m.in. z jednostkami 2ZR-FE i 1NZ-FE.